# ウルトラマンゼアス
『ウルトラマンゼアス』は、1996年から1997年にかけて公開された特撮映画、またはその作品に登場する架空のキャラクターの名称。

## 概要
ウルトラマン生誕30周年を記念して誕生した、ウルトラシリーズ初の「完全新作の劇場映画オリジナルウルトラマン」にして、シリーズ初の「企業タイアップウルトラマン」でもある。
電通のコーディネイトにより、出光興産のクリーンな「ゼアスガソリン」をグッズ配布やイベントなどで多方面でアピールするためのコマーシャル・キャラクターとして企画された。テレビシリーズの成立を目指して、当時正統派方向に振ったウルトラマンとして製作される予定であった『ウルトラマンネオス』との差別化に加え、新たなウルトラマン像の模索という意図もあり、パロディ・コミカル調で親しみの持てる「三枚目ヒーロー」として制作されることが決定し、ウルトラマンの特徴である赤と銀のトレードカラーの配置を入れ替え、コメディ路線を強く意識したデザインがなされた。
そして1996年、『ウルトラマン80』以来16年ぶりとなる国内製作新作ウルトラマン作品として劇場映画が公開された。監督はケムール人が出演したサントリー「アイスジン」のCMを担当していた縁で中島信也が起用されたほか、脚本は『ウルトラマンA』以来24年ぶりの登板となる長坂秀佳、プロデューサーは撮影技師出身で『ウルトラマンG』や『ウルトラマンパワード』でも活躍した鈴木清が担当した。鈴木は本作品以降、ウルトラシリーズ映画作品のプロデュースを務めることになる。
主演には、当時出光興産のイメージキャラクターを担当していたお笑いコンビのとんねるずと、そのマネージャーだった関口正晴が起用され、過去のウルトラシリーズ出演経験者も多数カメオ出演した。当初は木梨憲武が主人公、石橋貴明が悪という構図であったが、2人から関口を主人公とすることを出演の承諾の代わりとして提案され、本作品の形となった。映像面では、予算圧縮のために本編と特撮パートを同様のスタッフと監督によって、35mmフィルムで撮影されたほか、新しいチャレンジとしてウルトラマンや戦闘機の飛行シーンの大部分がCGで作画されたほか、光線も従来のオプチカル合成ではなくデジタル技術による合成で処理された。合成作業も一度フィルムで撮影されたものを圧縮した高画質のデジタル情報に置換されて行われ、キネコの原版をD1上で作成して35mmフィルムに戻された。
1997年には続編『ウルトラマンゼアス2 超人大戦・光と影』が公開（本項では以降それぞれ「第1作」「第2作」と呼称する）。第2作は、子供向け映画では弱くなりがちな夜の回の動員を強化するため、格闘技が企画陣の要望で導入され、一転してややハード気味な演出の演出に調整されたスポ根タッチのストーリーとなり、総合格闘技「K-1」の全面協力のもと、本格的な格闘シーンが展開されたほか、『最強への道』が夜のみの併映作品として用意された。
第2作は「ウルトラ版『ベスト・キッド』」という意図の下、コメディのさじ加減も従来のウルトラ路線に寄せられ、ゼアスを模した悪のウルトラマンを登場させ、ゼアスが技術ではなく精神を学ぶことで恐怖心を克服する内容となった。スケジュールの都合からとんねるずを物語の中心に据えることができなかったため、新隊長役に『ウルトラセブン』の森次晃嗣が起用され、それに伴ってカプセル怪獣やロボット系にせウルトラマンの設定が導入された。鈴木は、第1作よりも尺が増えたことで物語構成を変える必要があったと述べている。
『ウルトラマンゼアス3』も企画されたが、企画が提出された際に『ウルトラマンティガ&ウルトラマンダイナ 光の星の戦士たち』の製作がすでに決定していたため、実現しなかった。
第1作の上映当時にはとんねるずのバラエティ番組『とんねるずのみなさんのおかげです』でパロディコントが放映され、木梨が勝人（ウルトラマンゼアス）、石橋が悪神（ベンゼン星人）とコッテンポッペ、関口が大河内、高岡が透を演じた。クライマックスではウルトラ兄弟も客演する。
なお、第1作での戦闘シーンの舞台が市街地ではなく架空の山や平地になっているのは、撮影時期が阪神・淡路大震災の発生から間もなかったことから、市街地の破壊や炎上について観客の感情に配慮した結果である。第2作では市街地での戦闘シーンが存在する。

## 登場人物

### Mydo隊員
朝日 勝人（） / ウルトラマンゼアス
Mydoの見習い隊員で、その正体はウルトラマンゼアスが人間に変身した姿。第1作では24歳、第2作では25歳。心優しい青年だが気弱な上、極度の潔癖症。同僚たちに叱られたり、悪神に顔を汚されたりと、苦難に遭いながらも、ベンゼン星人との戦いで潔癖症を克服する。
第2作では正隊員に昇格するが、ウルトラマンシャドーに敗北後、敗戦の恐怖による自信喪失と大河内・小中井の昇格による異動のため、ショックで除隊。空手道場「正道会館」の門を叩く。そして彼のトラウマを見抜いた師範に鍛え直され、自信を取り戻し、シャドーを撃破。これらの経緯を経て、一人前のヒーローに成長し、Mydoに戻った。
大河内 神平（）
Mydo隊長。第1作では32歳、第2作では33歳。宇宙物理学の博士号を有する世界的権威にして推理（山勘）と分析の天才。大雑把で横柄だが相応のカリスマ性を持ち、部下や子供には慕われている。特技は野球。
第2作では国際防衛軍参謀に昇格。
小中井 仏吉（）
Mydo副隊長。第1作では30歳、第2作では31歳。大河内とは正反対の温和で細やかな神経の持ち主で、やや怖がりで臆病。愉快でひょうきんな性格だが、任務に対しては厳しく、部下を纏め上げる技量はある。特技はサッカー。
第2作では国際防衛軍副参謀に昇格。
星見 透（）
Mydoの紅一点で主に通信・連絡を担当。第1作では19歳、第2作では20歳。フルートの名手で、子供に優しく、どんな時でも希望を捨てない気丈な性格。勝人の正隊員昇格を誰よりも願っている。ゼアスの正体にも気付いていると思われるが、真相は不明。
第1作では子供たち共々ベンゼン星人に拉致されてしまうが、救出に現れたゼアスがベンゼン星人の罠で泥の沼に沈んだ際には、声援を送る子供たちと共にフルートを奏でた。第2作ではシャドーに洗脳され拉致されるが、ゼアス＝勝人を影美道場から応援した。
武村 岩太（）
Mydoの中堅隊員で主にコンピューター分析などの計器類を担当。第1作では28歳、第2作では29歳。悪神の車を止めるほどの怪力の持ち主で、射撃と相撲、野球も得意。気合を入れる時に自分の名を叫ぶ癖がある。ネズミが苦手。
薩摩 萬（）
第2作で、大河内に代わり日本支部に着任した新隊長。40歳。歴戦の勇士らしいが、前歴は一切が不明で、ミドリのデータベースにも記録されていない。
カプセル怪獣であるミラクロンを見て懐かしがる様子を見せる。また、シャドーアイランドでの決戦から帰還後、戻ってきた勝人に「ウルトラかかと落としを教えて欲しい」と言うなど、ゼアスが勝人であると見抜いているかのような描写が見られる。名前の由来は、ウルトラセブンの人間態のモデルとなった薩摩次郎から。
数 学（）
第2作で、小中井に代わり日本支部に着任した新副隊長。32歳。ハッキング能力が高く、隊長ではないがミドリにアクセスできる。計算の際に指を鳴らしたり、自己紹介に胸に装着した専用のノートパソコンで名前を大々的に明かすといった奇矯な癖があり、岩太からはよく思われていない。シャドー対策の考案も行ったが、失敗に終わり、シャドーとの決戦に駆け付けてきたゼアスを応援する。
ミドリ（MIDORI）
Mydo日本支部基地の地下に設置された、巨大な釣鐘型のスーパーコンピューター。名前の通り緑色のモニターが特徴。声紋（早口言葉）と掌紋が登録されたMydo隊長のみアクセスが可能。
基地の管理だけでなく、情報収集や作戦の立案も行う。無機質な性格だが、分析に失敗すると謝るなどお茶目さも見せる。第2作では女性の顔のポリゴンが登場し、言動も人間臭くなった。

### その他の登場人物
警備員（東海林 雄司）
新成警備株式会社に勤務。日本銀行での仕事中、ベンゼン星人の金塊強奪事件に遭遇した。大げさなポーズで懐からペンライトを取り出す。
第2作では一般市民として登場。シャドーの猛威を目の当たりにして、「もっと若かったらこんな奴に負けないんだがな」とスプーンを手に悔しがる。
釣り人
ベンゼン星人の計画による、埋蔵金が沈んでいる湖が枯渇する事件に遭遇。
第2作では撮影前に演じた小林が死去したため、写真のみの登場となった。
写真家
「ウルトラマンの歌」を鼻歌しながら金閣寺を撮ろうとして、ベンゼン星人の金箔強奪事件に遭遇。
第2作では自宅でラーメンを食べていたところ、Mydo出撃を窓から目撃し、釣り人の写真に「親父」と呼びかけた。
アラシレポーター（嵐 龍三郎）
サイエンス・スクープ・システム所属。かなりの毒舌家で、Mydoを毛嫌いしているらしく、取材ヘリからスカイフィッシュのデザインを「品の無ぇ色だな」と酷評したり、水が涸れた湖を「カラカラに干上がったババァみてぇな湖」と形容するなど、レポーターらしからぬ無礼かつ不謹慎極まりない発言を繰り返した。
第2作では地上でレポーターをやっており、自ら「アラシ」と名乗る。Mydoに対する態度を改めたのか、シャドーに戦いを挑むMydoを応援した。マイクに描かれているサイエンス・スクープ・システムの自社ロゴは科学特捜隊の流星マークと同じデザイン。
主婦（フジ子）
ガソリンスタンド（Mydo基地）の看板からスカイフィッシュが出撃する光景を目撃。以来、この件を知人に話そうとしたり、使い捨てカメラで撮影しようと躍起になるも、いつも失敗している。
第2作ではガソリンスタンドの地下からMydo基地が上昇していく光景を目撃し、驚く。
正道会館館長
第2作に登場。師範に勝人の世話を命じる。
正道会館師範
第2作に登場。厳格な人物だが、洞察力と武闘家としての力量は相応に高く、勝人の成長に一役買った。
正道会館師範代
第2作に登場。得意の回し蹴りやかかと落としを勝人に見せ、偶然にもシャドー対策に貢献する。
星見 勇気（）
第2作に登場。透の弟。影美道場の門下生である一郎たちに苛められる自分の弱さに苛立ち、自作のゼアス紙粘土人形を壊し、シャドーに負けたゼアスを非難する。彼もまた、強くなるために正道会館に入るも、姉がシャドーに洗脳され攫われてからは焦りを見せるようになる。終盤では勝人にスカイシャークが行ってしまったことを伝えたほか、大型スクリーンを観ながらゼアスを応援し、町の人々と一緒にゼアスに声援を送った。事件解決後は勝人や一郎たちと共に正道会館で引き続き稽古に励む。
一郎
第2作に登場。影美道場の門下生。二郎、三郎という兄弟がいる。かつては勇気の良き親友だったらしいが、シャドーに洗脳され、影美道場へ通うようになってから勇気を苛めるようになり、それを止めに入ろうとした勝人にも攻撃した。終盤でゼアスに救出され、事件解決後は正道会館に通うようになった。
ニュースキャスター
第2作に登場。ゼアスがシャドーに敗北したことや、東京を始め世界各国の影美道場が飛行したニュースを報道したキャスター。終盤でゼアスがシャドーとのリベンジに挑む際、「ウルトラマンが帰ってきました!」と報道する。
見物人
第2作に登場。大型スクリーンを観ながらゼアスを応援していた夫婦らしき男女。勇気と共にゼアスに声援を送った。

## ウルトラマンゼアス
地球から299万光年の彼方にある、Z95星雲・ピカリの国出身のウルトラ戦士。汚れた地球をクリーンにする使命を帯びてやって来たが、まだ半人前の「落ちこぼれヒーロー」のため、優れた運動神経を持つものの、さほど戦闘力はない。遠縁でもある初代ウルトラマンに憧れている。地球上ではMydoの見習い隊員（第2作で正隊員に昇格）・朝日勝人に姿を変えて活動する。
名前の由来は出光のガソリンブランド名「ゼアス」。小学館刊『ウルトラマンゼアス2超全集』では「天空を意味する『zenith』と地球を意味する『earth』の造語」としている。
第1作では極度の潔癖症で体が汚れると変身さえできなかったが、精神力を鍛えることで克服した。第2作では自分の力を信じることを知り、一人前と呼べるまでに成長を果たす。
デザイン・造型
デザインは杉浦千里と吉田穣が担当した。横顔の形状は、ゼアスの頭文字である「Z」を象っている。初期案では初代ウルトラマンをイメージしていた。とんねるずのどちらかが顔を出して着ることを前提とした、『仮面ノリダー』のようなコスチューム系の5頭身から6頭身のデザイン案も存在した。
マスクは開米プロ、スーツはアトリエグレイによる。カラータイマーと目の電飾にはウルトラシリーズで初めてLEDが使用された。スーツはスキージャンプ競技用の素材を使用して4着が製作された。スーツアクターを務めた長谷川恵司は、薄い素材ではっきりと体形が出るため体調管理に気を使ったこと、接触時の痛みや爆発などの熱をダイレクトに感じたことを証言している。

### ピカリブラッシャー
勝人がゼアスに変身する際に使用する電動歯ブラシ型の変身アイテム。変身に必要な光の超エネルギーが内部に満ちている。第1作では白い配色だったが、第2作ではゼアスのトレードカラーである赤色のピカリブラッシャー2に変わった。
勝人がピカリブラッシャーで歯を磨いて口内を除菌し、ピカリブラッシャーを高く掲げると、ブラッシャーから発生した光のエネルギーが勝人を包み込んでゼアスの姿に戻る。第1作では口内の除菌中に、首を左右に高速で振っていた。

### ウルトラマンゼアスの能力
本編未使用の能力は、小学館刊『ウルトラマンゼアス超全集』にイラスト（絵：岡本英郎）付属で記載されたもの。
スペシュッシュラ光線
腕を十字に組んで左腕から放つ必殺光線。最初に赤い照準ビームを照射してレーザーサイトのごとく敵を捕捉し、それに沿って高エネルギーの破壊ビームを撃つ。初代ウルトラマンのスペシウム光線を参考に、鏡を見ながら練習したため、スペシウム光線とは左右逆の構えになっている。ゼアスの精神状態に左右されるため、自信を失うと威力が落ちる。
第1作では練習段階であり、気合いが伴わなかったため変な方向に飛んだり、岩壁に乱反射したりしていたが、潔癖症を克服したことでまっすぐ撃てるようになり、コッテンポッペを宇宙空間で爆破した。第2作ではさらに洗練されて威力が上がり、また、照準ビームを使わずとも正確に放射できるようになっていた。
映画『新世紀ウルトラマン伝説』では、他のウルトラマン全員がスペシウム光線を放つ中、ゼアスのみスペシュッシュラ光線の構えで光線を放っている。
クロス・スペシュッシュラ光線
ウルトラマンシャドーとの最終決戦で、スペシュッシュラ光線と敵のシャドリウム光線のぶつかり合いになった際、世界中の人々の声援を受けたゼアスが編み出した新必殺光線。
口を開いてかけ声を上げ、心力で気力を高め、両腕をX字形に構え直して腕全体から放つX字型の光線。スペシュッシュラ光線の10倍以上の破壊力を誇り、シャドーの出力最大シャドリウム光線を押し戻してそのまま倒した。しかし偶然によって生まれた必殺技のため、今後も自由に使いこなせるかは不明とされている。
ゼアス・キック
キック技の総称。ストレートキックや回し蹴り、後ろ蹴りなどのバリエーションを持ち、ウルトラマンシャドーに延髄蹴りを浴びせたこともある。
スーパー・ゼアス・キック
高速スピンしながら敵に突進し、連続回し蹴りを決める。回転中はベンゼン星人の光線も弾き返し、ベンゼン星人を宇宙まで蹴り飛ばした。
ウルトラかかと落とし
勝人が正道会館で師範から命じられた、木に吊るしたボール（地上より5mは上）を蹴る特訓を行った結果、編み出した必殺技。別名ゼアス・ヒールクラッシュ。
エネルギーを集中させて発光させた足でかかと落としを決める。作中では空中戦でウルトラマンシャドーの攻撃を避けた勢いを利用して前転しながら繰り出し、シャドーの頭部にクリーンヒットさせて墜落に追いやった。
ゼアス・ドロップキック
空中高く跳躍して放つ必殺の飛び蹴り。コッテンポッペの角を破壊した。より高空から繰り出すゼアス・フライング・ドロップキックは、さらに破壊力がアップする。
ゼアス・マシンガンキック
ストレートキックや延髄蹴りなど、様々なキック技の連続攻撃。
ゼアス・ニーキック
敵に猛スピードで突進し、弱点に勢いよく膝蹴りを食らわせる。決まれば、敵は凄まじい電撃のようなエフェクトと共に失神し、動けなくなってしまう。
ゼアス・チョップ
チョップ技の総称。ひと振りで巨岩を真っ二つにしてしまうほどの鋭さを誇る。
ゼアシュトー
急降下しての脳天チョップ。別名ウルトラ・ブレーン・チョップ。
ゼアス・クロスVer.1.0（）
ジャンプして襲ってくる敵に対するカウンター技。空中で敵と交差しながら、その胸元目掛けて手刀で高エネルギー波を叩き込む。敵の呼吸を止めてしまうほどの威力を持つ。
ゼアス・カウンターブロー（本編未使用）
逆水平チョップ。最大パワーで放てば、コッテンポッペの首をも切断できるらしいが、いまだに会得には至っていない。
ゼアス・パンチ
敵の急所目掛け、目にも留まらぬスピードで左右から繰り出す連続パンチ。
ゼアスKOパンチ
正確に急所を狙うストレートパンチ。ウルトラマンシャドーに使用し、みぞおちに命中させる。別名ウルトラハイパーパンチ。
頭突き
敵の顔面などに頑丈な頭部を勢いよく打ち込んで戦闘力を低下させる。
ソードクラウン
ゼアスの頭部に生えた探知角。周囲の空気や水の汚染状況を一瞬にして解析できる。見えない敵を見つけ出すレーダーにもなる。
ゼアス・アイ
ミクロサイズのばい菌を一瞬にして見つけられる。
ウルトラワープビーム
ゼアス・アイから放射される瞬間物体移動光線。シャドータワーに幽閉された人々を救出した。
ゼアス・イヤー
10キロメートル先の音を聞き取るだけでなく、自然破壊に苦しむ動植物たちの声を聞くこともできる。
ゼアスキャン（本編未使用）
体から放射するクリーンエネルギーで半径50m以内の地域を除菌する。いまだに使用された場面は見られないが、3倍の範囲（半径150m）に有効なスーパーゼアスキャンも開発中らしい。
ウルトラリワインド（本編未使用）
時間の流れをゆがめ、時間を少し前に巻き戻す。いまだに会得には至っていない。
ウルトラストレッチ（本編未使用）
時間の流れをゆがめ、ほんのひと時の間、全ての動きを遅くする。いまだに会得には至っていない。
ウルトラブレンダー（本編未使用）
一時的に亜空間の戦闘エリアを作り出す。この空間の中ではいくつかの技を合成することができるらしいが、いまだに会得には至っていない。

## 超宇宙防衛機構Mydo
20世紀末に頻発した異星人のものと思われる怪事件や怪現象を機に、地球防衛連盟が中心となって結成された超宇宙規模の国際防衛組織。組織名「Mydo」は、Mysterious Yonder Defence Organizationの略である。
国家を越えたユニバーサルな組織であり、アジア本部の下、北アメリカ・南アメリカ・ヨーロッパ・アフリカ・南太平洋、外宇宙のドランブル（月）・エララ・シノペ（共に木星）・タイタン（土星）・アリエル（天王星）に支部基地を置く。
「地球上の国際紛争が事実上消滅したこの時代に、あからさまな軍事組織の存在は市民の反感を買う」との考えから、アジア本部は東京都心にある出光興産のガソリンスタンドにカモフラージュされており、隊長・副隊長・隊員は平時は身分を隠して店長・副店長・店員として勤務している。本部基地の機能はミドリによって制御されているため、少数の常駐員でも滞りなく活動可能。
第1作と第2作の間に大規模な組織改革が行われ、アジア本部は日本支部となり、本部基地機能はアジア某所に移った。
- ネーミングは出光の「Mydoカード」から。

アジア本部基地（日本支部基地）
ガソリンスタンドにカモフラージュされた地上部分と、基地機能の大半が設けられた高さ100m以上のタワー状の地下部分で構成される。
前述の通り、隊員たちは普段、ガソリンスタンドの店員として働いているため、地上部分にはスタンドとしての設備は勿論、有事の際に作戦室となる事務所と広告看板にカモフラージュされたスカイフィッシュの発進口が置かれ、地下部分にはスカイフィッシュの格納庫とメンテナンスルーム、隊員たちの個室、武器研究室、化学研究室、資料室、メディカルルーム、トレーニングルーム、大浴場、遊技場（卓球台）と数多くの施設が存在する。
第2作では、隊員が入ることでMydoスーツを瞬間装着させ、ライドメカのコクピットへテレポーテーションさせる特殊機能付きロッカーが作戦室に備わり、地下格納庫も拡大されスカイシャークの発進口が新設された。スカイシャーク発進時には、基地全体が地上に上昇する。何度か近所の人間に怪しまれたことがあるが、なんとか切り抜けている。

### 隊員装備・銃火器
Mydoスーツ
出動時に着用する赤と銀の攻撃用スーツで、Mydo超科学班が開発した。超軽量で、耐熱・耐寒・耐水・耐風性に優れ、防御力も高い。科学担当はパーソナルコンピューターを上から付ける。専用ブーツにはサバイバルのための7つ道具を内蔵している。基地での勤務時には、ガソリンスタンドの制服を着用する。
- カラーリングは出光興産のイメージカラーに合わせたものとなっている。

Mydoメット
出動時に被る特殊ヘルメットで、衝撃を100%吸収し、弾丸・高熱火炎・光線も受け付けない。
スタイラスガン
全隊員が携帯する小型スーパーガン。通常はレーザー光線を発射し、ボタン操作で熱線、麻酔弾、45口径模擬弾などに切り替え可能。
ドラッグアンドドロップ
岩太専用の超高性能大型光線銃。フォアグリップをコッキングしてエネルギーをチャージする。ボタン操作で青い破壊光弾や黄色の破壊光線、麻酔光線を撃ち分け、火炎放射も可能。組み立て分解式で、アタッシュケースで運搬する。

### 航空機・大型母艦
スカイフィッシュ
Mydoの高性能ジェット戦闘機。ガソリンスタンドの看板にカモフラージュされた発進口から出撃する。黄色地に水色の模様が施された独特な配色の複翼機だが、第1作ではその派手な配色をレポーターに酷評された。第2作では同形で色違い（赤と銀色）の2号機が登場。
主な装備は左右前翼のレーザーMydo砲。ミサイルなどの強力火器も搭載している。他に、第1作ではコッテンポッペを迂闊に攻撃すると爆発することをウルトラマンゼアスに教えた伝言ビーム、第2作ではレーザーロープと呼ばれる怪獣拘束光線を使用した。
- デザインは青井邦夫が担当した。造型はオーストラリアの工房で制作された。
- 2号機のカラーリングは視聴者からの一般公募で決められた。

スカイシャーク
第2作に登場したMydoの巨大戦闘母艦。あらゆる事態に備えた万全のシステムが採用され、空中や大気圏内外は勿論、海中・地中でも運用可能。大気圏内ではジェットエンジン、宇宙空間ではロケットエンジンにより移動する。レーザー砲や電磁ビーム砲など数十種類の最新兵器を搭載するが、作中では後述のゼットン光線砲を使用したのみだった。また、艦内部には作戦会議室や仮眠室、ゲームセンターなども備えている。
ゼットン光線砲は、6,000万アンペアの電流と2,500万ガウスの電磁を交錯させることで、宇宙恐竜ゼットンが初代ウルトラマンのカラータイマーを破壊する際に放った波状光線を再現する、非常に強力な兵器である。ウルトラマンシャドーを倒すため、初代ウルトラマンがゼットンにカラータイマーを破壊され倒された事実に基づいてシャドーのカラータイマーを攻撃する目的で開発された。クリーンヒットすれば大ダメージは間違いなかったが、カラータイマーへの攻撃を見越していたシャドーに難なく跳ね返されて逆に喰らい墜落。その後、シャドー・メリケンミサイルで破壊された。
- デザインは青井邦夫が担当した。潜水艦とシュモクザメをモチーフとしており、青井は映画『緯度0大作戦』のアルファ号をイメージしたという。
- 造型はマーブリング・ファインアーツによる。ミニチュアは『ティガ&ダイナ』の電脳巨艦プロメテウスに改造された。

## 登場怪獣
プレイステーション用ボードゲーム『ウルトラマンゼアス』の登場怪獣は後述。

### ベンゼン星人
慢性ガス過多症宇宙人 ベンゼン星人
第1作、第2作の両方に登場。
汚染と破壊を好むウルトラマンゼアスの宿敵。地球上では悪神 亜久馬（）という写真記者に姿を変えて活動する。
狡猾・陰険な性格で、ヘリコプターや黒い車に変形する万能マシン・ビーグルに乗って暗躍し、たびたびMydo基地（ガソリンスタンド）を訪れては嫌がらせをして去っていく。
「汚染」と「破壊」に異常とも言える独自の美学を持ち、「汚しは芸術、芸術は破壊」が口癖。それゆえにゼアスを“破壊”することにも執念を燃やす。頭部の6つのガス抜き穴からベンゼン光線を放つ。
体内に有毒ガスが溜まることによって高熱の症状が出るガス過多症を患っており、金がガス抜きに必要な金エネルギーとなるため、第1作ではコッテンポッペを使って地球の金を集めさせた後、ゼアスがコッテンポッペにスペシュッシュラ光線を撃つよう仕向けて地球を破壊しようとした。
最終決戦で変身・巨大化、コッテンポッペと共にゼアスと戦闘し追い詰めるが、スーパー・ゼアス・キックで大気圏外へ追放される。その後、無事生還したらしく、第2作ではモニター越しに妻のレディベンゼン星人にゼアス打倒を託すシーンが見られた。
- デザインは吉田穣が担当した。造型はオーストラリアで制作されたものを開米プロで改修している。ゼアス同様、『仮面ノリダー』のジョッカー怪人を思わせる顔出し型のデザイン案も存在した。
- 名前は化学物質のベンゼンから。
- 母星のベンゼン星はベンゼンの原子構造と同型に複数の惑星が連結したデザイン画が描かれているが、本編には登場していない。
- テレビアニメ『SSSS.GRIDMAN』第2話では、新条アカネの部屋の棚にベンゼン星人のフィギュアが飾られている。

妖艶宇宙女王 レディベンゼン星人
第2作に登場。
ベンゼン星人の愛妻。地球上では影美（）という女性に変身し、影美道場を開いて門下生を戦闘人間へと洗脳・奴隷化している。黒いオートバイを乗りこなし、宇宙船シャドータワーからウルトラマンシャドーを操る。
夫とはベンゼン星暦で約3,000歳年齢の離れた若奥様で、「ハニー」と呼ばれている。母星の夫と通信しながら愛の交感をする一方、打算的な面も見られ、ミラクロンとシャドーの戦闘を「無駄な闘い」と評した。夫曰く「恐ろしい女」。
戦闘能力は未知数で、頭部にあるガス抜き穴からイリュージョンビームを放射して立体映像を投影する能力やテレポーテーション能力、手から電流を流す能力を持つ。彼女もまたガス過多症を患っており、母星の夫からモニターを通して金エネルギーを転送してもらっていた。
シャドーが撃破された後、ゼアスとは戦わず、捨てゼリフを残してテレポートで地球を去る。
- 名前の由来は上品な女性を表す英語の「レディ」から。
- デザインは吉田穣が担当した。頭部を尖らせることで、ヒステリックな性格を表現している。造型は開米プロによる。
- その他の作品に登場したベンゼン星人
  - 漫画『ウルトラマン超闘士激伝』の玩具展開『ウルトラマン超闘士鎧伝』では次元の歪みから出現したベンゼン星人を束ねる王ダークベンゼンが登場した。
  - 映画『新世紀2003ウルトラマン伝説 THE KING'S JUBILEE』 ではベンゼン星人とレディベンゼン星人が夫婦揃ってウルトラマンキングの誕生日をウルトラ戦士や他の怪獣と共に祝福した。彼らの娘で怪獣ダンサーのB-G-レディベン・ドーターや、同じく怪獣ダンサーレディベン・ヒプノティックも登場してダンスを披露した。
  - 『ウルトラマンメビウス&ウルトラ兄弟』の初期脚本では怪獣軍団のボスとして登場が予定されていた。
  - 『大怪獣バトル』の第1弾にベンゼン星人が技カードとして登場。スキルは「ガス中毒」で、効果は「ずっと、「どく」こうげきにつよくなる」である。
  - 漫画『大怪獣バトル ウルトラアドベンチャーNEO』にレディベンゼン星人が影美の姿で登場。シャドーの2号機を使役しており、ウルトラマンゼアス打倒の野望も捨てていない。

吸金爆獣 コッテンポッペ
第1作に登場。
ベンゼン星人に操られる巨大怪獣。「コッテンポッペ」の呼び名はビードロの音に似た咆哮からMydoが名付けたもので、ベンゼン名はゴルドルボムルス。額の一本角からのビードロ光線、頭部左右の2本の角からの電撃キッ光線の他、体の周囲に強力で透明なバリアを張る能力や敵の攻撃を吸収して自分のものにする能力を持つ。
金を食べて金エネルギーに変換し、ベンゼン星人に供給するのが役目で、地中から世界中の金を液状化し、長い舌・ディープストローで吸い取る。ウルトラマン地球来訪30周年を記念して作られた純金製ウルトラマン像や金閣寺の外装も食べた。
全身の細胞が地球をも吹き飛ばすほどの高い爆発力を持つ生体爆弾原子で構成されており、迂闊な攻撃はできないため、ゼアス・ニーキックを喰らって失神し宇宙空間まで運ばれた後スペシュッシュラ光線で爆破された。
- デザインは吉田穣が担当した。造型はオーストラリアで制作されたものを開米プロで改修している。
- テレビアニメ『SSSS.GRIDMAN』第2話では、新条アカネの部屋の棚にコッテンポッペのフィギュアが飾られている。

宇宙戦闘ロボット ウルトラマンシャドー
第2作に登場。
レディベンゼン星人がゼアスを抹殺するために造り上げたウルトラマン型戦闘ロボット。ベンゼン星の科学力を結集して、全ての能力がゼアスを上回るように調整されている。ゼアスに酷似しているのは、「地球の希望であり光であるゼアスを倒し、地球の絶望となり影となれ」というレディベンゼン星人の願いによるものである。
本物のウルトラマンではないので時間制限は無いが、エネルギーが少なくなったり大ダメージを受けるとカラータイマーが点滅して動けなくなる。しかし、影美道場（シャドータワー）から発射されるリセット光線（リセットビーム）を受けると回復する。挙動は本物のウルトラマンとおおむね似ているが、ウルトラマンが平手で構えるポーズ（飛行時など）では大抵拳を握る。
物語冒頭の南極での戦いではゼアスをシャドー・メリケンパンチとシャドリウム光線で倒したが、2度目の戦いでは自分の力を信じる心を得たゼアスのウルトラかかと落としとクロス・スペシュッシュラ光線に敗れ爆発四散した。
- 企画を担当した電通の飯田尚一からの「本格的な格闘を見せたい」という要望を受け、怪獣ではない人型のキャラクターとして創作された。
- デザインはゼアスと同じく杉浦千里が担当した。配色はゼアスを反転させたもので、当初は黒と銀で検討されていたが格好良すぎるとの判断から黒と金に変更された。
- 造型もゼアスと同じく、マスクは開米プロ、スーツはアトリエグレイが手がけた。スーツは黒ではなく濃紺となっている。
- 『決定版ウルトラ最強怪獣50大図解超百科』（講談社刊）によれば、バトルシステムコアという部分に世界中の格闘技のデータをインプットしていて、レアメタルフレームは宇宙の中でも希少なレアメタルで構成されていると解説されている。

能力
シャドリウム光線
両拳を握り、右腕から発生するシャドリウムプラスエネルギーと左腕から発生するシャドリウムマイナスエネルギーをスパークさせ、腕を逆十字型に組んで放つ必殺破壊光線。青白い光を帯びるスペシュッシュラ光線とは対照的に赤い光を帯び、計算上では同等以上の威力を持つ。シャドータワーの近くで発射する時は、タワーからシャドリウムエネルギーを送られることで、より破壊力が強化された光線を発射できる。
ウルトラマンゼアスとの最初の戦いでは、シャドーへの恐怖が芽生えたゼアスのスペシュッシュラ光線を押し戻してゼアスを倒した。最終決戦ではスペシュッシュラ光線と互角の威力でぶつかり合い、影美が光線の出力を最大にしたために一度はスペシュッシュラ光線を押し戻すも、クロス・スペシュッシュラ光線で逆に押し返されて敗れた。
マインドコントロールビーム（マイコンビーム）
両眼から放射する洗脳赤色超音波光線。ゼアスの敗北で希望を失った人々を洗脳し、影美道場に攫っていった。洗脳された人々を引きとめようとすると、電流で弾き飛ばされる。あらゆる宇宙生物の脳波をコントロールできるが、自信を失った者にしか効果が無い。
シャドー・メリケンパンチ
両手にシャドー・メリケングローブを装着して放つパンチ。連打も可能。
ゼアスとの最初の戦いでは、スぺシュッシュラ光線発射寸前にこの技でゼアスの片目を傷つけたことでその心に恐怖を植えつけ、勝利をもぎ取り、ダークラーを倒したミラクロンとの戦いでも、連打を繰り出してボロボロに痛めつけた。しかし最終決戦では、空中戦で繰り出したもののゼアスに難なくかわされ、逆にウルトラかかと落としを繰り出すチャンスを与えてしまった。
シャドー・メリケンミサイル
シャドー・メリケングローブから連射する小型ミサイル。装弾数は800発。
カラータイマーシールド
カラータイマーに装備されているベンゼン合金製のシールド。カラータイマーが狙われると自動的に出現し、カラータイマーを守る。ビーム兵器をほぼ100%反射可能で、スカイシャークのゼットン光線砲をも反射した。
シャドー・ハイパーキック
強力な回し蹴り。他にも膝蹴りや急降下キック、蹴り上げなどが得意。
シャドー・ヘッドバッド
一瞬、意識を失うほど強烈な頭突きを放つ。別名電撃地獄突き。
『ウルトラマンレグロス ファーストミッション』に登場するウルトラマンシャドー
『ウルトラマンレグロス ファーストミッション』に登場。
その他の作品に登場したウルトラマンシャドー
- 漫画『ウルトラ忍法帖 寿』では悪の空手家集団「荒神流」の総帥として登場。武闘家ダイナとライバル関係にある。
- 漫画『大怪獣バトル ウルトラアドベンチャーNEO』では2号機が登場。右腕をロケットパンチのように発射できる。
- 映画『新世紀2003ウルトラマン伝説 THE KING'S JUBILEE』ではウルトラマンキングの誕生日をベンゼン星人夫妻や怪獣たちと共に祝福する。
- 『ウルトラマンフェスティバル2009 夢・ロボット怪獣研究所』のウルトラライブステージ第2部『守れ! 〜闇の戦士 大襲来〜』では、光の国の壊滅を企むザラブ星人（にせウルトラマン）が率いるにせロボット軍団の一体として、にせウルトラセブンやエースロボットらと共にウルトラ戦士と戦う。

Sカプセル影獣 ダークラー
第2作に登場。
レディベンゼン星人がウルトラマンシャドーに携帯させているカプセル怪獣で、シャドーが自ら戦うほどの相手ではないと判断した場合Sカプセルから出撃させる。
ベンゼン星の衛星・グロゲに住む宇宙生物クラオスをレディベンゼン星人が戦闘用に改造・調教したもの。改造前の弱点であった腹部と尻尾に純金製のトゲ付きプロテクター・ゴールデンスパイクを装着し、カバーしている。
武器は酸素と体内物質を混ぜて作った破壊エネルギーを角から放つクラクラ・ビーム。また、ベンゼン星人の眷属らしく金エネルギーが大好物で、金エネルギーをくれる者の命令は絶対に守る。
ミラクロンの頭上から現れ、クラクラ・ビームで苦戦させるが、ミラクロン・エレキネシスで吹っ飛ばされて撤退した。
- デザインは吉田穣が担当した。ゲーム版のオリジナル怪獣の一つ「バブボムラー」が元になっており、そちらのモチーフは蟹。造型は開米プロによる。背面パーツを着脱式にすることで、背中のファスナーを隠している。
- スチル写真では、ゼアスと対決しているものがあったが、劇中では対決していない。

### Mydo
Zカプセル光獣 ミラクロン
第2作に登場。
ウルトラマンシャドーに敗れ、自信を失った勝人に父が贈ったカプセル怪獣。勝人が勇気の期待に応えられない自分の弱さに苛立ち、八つ当たり気味にZカプセルを投げたことで出現した。たくましい腕から繰り出す肉弾攻撃と、両手から放つ念力光線ミラクロン・エレキネシスが主な武器。
シャドーに突撃するも片手で押し戻され、シャドーが召喚したダークラーと対決。ビルに叩きつけられたり、クラクラ・ビームを浴びせられて苦戦するが、突っ張りで追い込み、最後はミラクロン・エレキネシスで勝利する。しかしシャドーには敵わず、シャドー・メリケンパンチで顔面を何度も殴られ、目を回したために回収された。
- 名前・容姿共に、『ウルトラセブン』に登場したミクラスがモチーフ。デザインは杉浦千里が担当した。デザイン案ではウインダムをモチーフにしたものや全くの新規怪獣として描かれたものもあった。造型はボンクラフトによる。
- 映画『新世紀2003ウルトラマン伝説 THE KING'S JUBILEE』ではウルトラマンキングの誕生日を怪獣たちと共に祝福する。

宇宙カード珍獣 デジタルカネゴン
第2作に登場。

## 第1作

### 同時上映作品
- 『甦れ!ウルトラマン』
- 『ウルトラマンカンパニー』
興行全体は、ウルトラシリーズ誕生30周年記念映画『ウルトラマン ワンダフルワールド』と称された。

キャッチコピーは「地球はもう、ウルトラマンにしか救えない。」、「TVじゃ見れない、新しいウルトラマン!」。
決定稿や予告篇では「蒼き星永遠なれ」というサブタイトルが付いていたが、完成作品ではカットされ、劇中のベンゼン星人の最後の台詞に反映された。

### スタッフ
- 製作：円谷一夫、稲垣博司、磯村義行
- 企画：飯田尚一
- プロデューサー：鈴木清、森島恒行、石松茂樹
- 音楽プロデューサー：玉川静
- 音楽：ジェイムス下地
- 監修：高野宏一
- 脚本：長坂秀佳
- 撮影：大岡新一
- 美術：松原裕志
- 照明：高野和男
- 録音：浦田和治
- 操演：村石義徳
- 監督補：宮下俊
- 助監督：高野敏幸
- 殺陣：車邦秀
- スクリプター：黒河内美佳
- 製作担当：土肥裕二
- 音楽ディレクション：吉江一男
- 背景：島倉二千六
- 怪獣メンテナンス：宮川秀男、福井康之、天野英誉
- 音響：伊藤克巳
- 効果：今野康之
- タイトル：熊谷幸雄
- ウルトラマンゼアスデザイン：杉浦千里
- モンスターデザイン：吉田穣
- スカイフィッシュデザイン：青井邦夫
- タイトルロゴデザイン：吉田等
- アシスタントプロデューサー：渋谷浩康
- 協力：出光興産株式会社
- 製作：株式会社 円谷プロダクション、株式会社ソニー・ピクチャーズエンタテインメント、株式会社ソニー・ミュージックエンタテインメント、株式会社 電通
- 監督・特技監督：中島信也（東北新社）
- 配給 - 松竹、ソニー・ピクチャーズエンタテインメント[76]

### キャスト
- 大河内神平：石橋貴明
- 小中井仏吉：木梨憲武
- 朝日勝人：関口正晴
- 星見透：高岡由香
- 武村岩太：大久保博元
- ケンイチ：中井悠人
- アキラ：西田優介
- ミヨ子：川口沙織
- チー子：寉岡瑞希
- 荻野陽子
- 荻野祐太
- 外島孝一
- もう一人の警備員[21]：渋谷くん
- ワイドショーのレポーター[21]：林尚司
- エジプトのニュースキャスター[21]：マジド・シャイエステ
- インドのニュースキャスター[21]：アリー・アーメット
- フランスのニュースキャスター[21]：ナタリー・デロン
- アメリカのニュースキャスター[21]：ブラッドリー・ワーナー
- 早川プロ
- 東京正人吹奏楽団
- 明治大学付属吹奏楽団
- 円谷プロファンクラブのみなさん
- 友情出演
  - 釣り人：小林昭二
  - 警備員：黒部進
  - レポーター：毒蝮三太夫
  - 写真家：二瓶正也
  - 主婦：桜井浩子
- 悪神亜久馬：鹿賀丈史

#### 声の出演
- ミドリ：福島まりこ
- ナレーター：浦野光

#### スーツアクター
- ウルトラマンゼアス：長谷川恵司
- ベンゼン星人：岡野弘之
- コッテンポッペ：三宅敏夫

## 第2作
キャッチコピーは「最強の敵は、ウルトラマンだ。」。

### 同時上映作品（第2作）
- 『ウルトラニャン 星空から舞い降りたふしぎネコ』
- 『最強への道〜WELCOME TO THE K zone』[注釈 15]（夜の公開のみ[2]。）

### スタッフ（第2作）
- 製作：円谷一夫、五藤宏
- 企画：飯田尚一
- プロデューサー：鈴木清、森島恒行、石松茂樹
- 音楽プロデューサー：玉川静
- 音楽：ジェイムス下地
- 脚本：斎藤和典
- 撮影：大岡新一
- 美術：松原裕志
- 照明：高野和男
- 録音：浦田和治
- 操演：村石義徳
- 助監督：原田昌樹
- 殺陣：車邦秀
- 編集：松木朗
- スクリプター：山内薫
- 製作担当：中井光夫
- 音楽ディレクション：吉江一男
- 背景：島倉二千六
- キャラクターメンテナンス：天野英誉、木場太郎
- セカンドユニット撮影：石渡均
- ビジュアルエフェクトコーディネーター：阿部雄一
- 音響：伊藤克巳
- 効果：今野康之
- キャラクターデザイン：杉浦千里、吉田穣
- メカニックデザイン：青井邦夫
- アシスタントプロデューサー：渋谷浩康
- 協力：出光興産株式会社
- 製作：株式会社 円谷プロダクション、株式会社ソニー・ミュージックエンタテインメント、株式会社 電通、大村皓一イメージラボ[77]
- 監督・特技監督：小中和哉
- 配給 - 松竹[76]

### キャスト（第2作）
- 朝日勝人：関口正晴
- 星見透：高岡由香
- 武村岩太：大久保博元
- 数学：宮川一朗太
- 薩摩萬：森次晃嗣
- 影美：神田うの
- 特別出演
  - 正道会館館長：石井和義
  - 正道会館師範：角田信朗
  - 師範代：アンディ・フグ
- 星見勇気：崎元大海
- 一郎：明石勇太郎
- 二郎：甲田雄一
- 三郎：寺田賢二
- 劇団東俳
- クロキプロ
- 正道会館門下生のみなさん
- 円谷プロファンクラブのみなさん
- 友情出演
  - 東海林雄司：黒部進
  - ニュースキャスター：団時朗
  - 主婦：桜井浩子
  - 見物人・女性：ひし美ゆり子
  - 写真家：二瓶正也
  - 見物人・男性：西條康彦
  - レポーター：毒蝮三太夫
- 大河内神平：石橋貴明
- 小中井仏吉：木梨憲武

#### 声の出演（第2作）
- ミドリ：いとうかなこ
- デジタルカネゴン：坂本千夏
- ベンゼン星人：鹿賀丈史

#### スーツアクター（第2作）
- ウルトラマンゼアス：長谷川恵司
- ウルトラマンシャドー：金塚裕
- レディベンゼン星人：鈴木みさと
- ベンゼン星人、ダークラー：岡野弘之
- ミラクロン、デジタルカネゴン：鈴木理香子

## 音楽
- 「シュワッチ! ウルトラマンゼアス ～ウルトラマンゼアスのテーマ～」
  - 作詞：じんましんや / 作曲・編曲：ジェイムス下地 / 歌：とんねるず

第1作、第2作の両方で主題歌として使用された。
- 「孤独のバラード ～ベンゼン星人のテーマ～」
  - 作詞：秋元康 / 作曲・編曲：ジェイムス下地 / 歌：鹿賀丈史

ベンゼン星人のイメージソング。第1作でアレンジ曲（サウンドトラックCDには未収録）が使用された。
どちらも公開当時は出光のキャンペーン特典および劇場前売り券の購入特典として配布された非売品「ウルトラまいどCD」にしか収録されておらず、2006年12月27日発売の「ウルトラマンシリーズ生誕40周年記念 ウルトラマン 主題歌大全集」への収録が初の市販化となった。
「まいどCD」と「主題歌大全集」以降のCDでは楽器のバランスなどが異なる音源が収録されており、第1作では「主題歌大全集」以降の音源、第2作では「まいどCD」の音源がEDで使用されている。

## CM
出光のキャラクターとして生み出されたウルトラマンゼアスであるが、1995年に放送された出光石油のCMに、第1作のセットを流用して、「神秘のエネルギー」を護るゼアスがベンゼン星人に率いられるメフィラス星人、ゴモラ、ゼットン、エレキングら強敵怪獣軍団と戦うものがある。

## ゲーム版
プレイステーション用ボードゲーム。

### 登場怪獣
怪獣の説明文はゲーム内の怪獣図鑑に準ずる。
火炎翼竜 ワルナンス
ベンゼン星の最高峰・ベレクル山に生息するドラゴン型怪獣。どんなものでも焼き尽くしてしまう炎と素早い動きで繰り出される体当たりでゼアスを苦しめる。
ゲーム内では中ボスとして登場する。ワルナンスを倒すと悪神がベンゼン星人に変身し、最後の勝負を仕掛けてくる。
宇宙剣士 エルヴィル星人
エルヴィル星出身。全身を鎧に覆われたような姿。3Dマップ（森）に登場。両手の剣から衝撃波を放つ。
エルヴィル隊長
エルヴィル宇宙剣士団・地球制圧軍偵察隊を指揮している。衝撃波は1つだけ放つ。体色は水色。
エルヴィル将軍
エルヴィル宇宙剣士団の指揮官。隊長との実力差は4倍以上で、衝撃波を2つ放つ。体色は銀。
エルヴィル元帥
エルヴィル宇宙剣士団を統べる大元帥。元帥の名にふさわしく相当の実力者で、衝撃波を一度に3つ放つ。体色は金。
光線怪獣 キュベリアス
エルヴィル星の磁力地帯に生息する白い恐竜型怪獣。3Dマップ（森）、ゲームパッケージ左上に登場。
肩の組織が特殊な変化をし、磁力を強烈に帯びて、自在に光線状のものを発射できる。デザインはコッテンポッペの初期デザイン案の流用。
キュベリナス
エルヴィル星人がキュベリアスに特殊な改造を施して生み出した怪獣。磁力エネルギーを倍加させることで攻撃力の向上が図られている。体色は紫。
キュベリトス
エルヴィル星人が特殊改良で生み出したもう一体の怪獣。一つの光線の出力を上げずに連続した光線の発射ができるようになっているため、命中率が格段に上がっている。体色は赤。
超機獣 メタルダイナス
エルヴィル星で開発された、白い有翼ドラゴン型ロボット怪獣。3Dマップ（森）、ゲームパッケージ左下に登場。
両手がマシンガンになっており、口からはレーザービームを発射。量産型とはいえ、攻撃力の水準は高い。
バトルダイナス
メタルダイナスの出力を30%以上アップさせ、スピードと攻撃力を増加した機体。ミサイルを装備している。体色は赤。
デスダイナス
試作型超機獣の3号機。1号機・2号機に見られた出力不足を解消しただけでなく、攻撃力も3倍以上となった。この機体を元にメタルダイナスの設計がなされた。口から超音波を照射して敵を攻撃する。体色は黒。
双鞭戦士 ギャソリ星人
ギャソリ星出身。3Dマップ（洞窟）、ゲームパッケージ上部中央に登場。デザインはベンゼン星人の検討デザインの流用。
ギャソリ隊長
ギャソリ星宇宙攻撃軍・地球攻撃部隊の遊撃隊を指揮している。武器は口から放つ破壊光線と両手の鞭。体色は黒。
ギャソリ将軍
ギャソリ星宇宙攻撃軍・地球攻撃部隊の指揮官。口から吐き出す火炎弾を武器とし、攻撃能力は隊長を遥かにしのぐ。体色は赤。
ギャソリ元帥
ギャソリ星宇宙攻撃軍を統べる大元帥。その実力はベンゼン星人と互角とされる。武器は口から吐く青い火炎。体色は青。
双頭怪獣 ドラクル
ギャソリ星の地底湖に生息する青いドラゴン型怪獣。3Dマップ（洞窟）に登場。
首が2列に並ぶ他、腕の下にもう一本の腕、足の後ろにもう一本の足、横一列に並ぶ尻尾、3対の翼といった複雑な姿。噛みつき攻撃と2つの口から吐くダブル水流ブレスが武器だが、天敵となるに値する怪獣がいなくなって戦うことがなくなったため、攻撃力と耐久力の著しい低下が見られる。
ダークドラクル
怪獣が数多く生息しているギャソリ星の樹海に生息する。樹海に生息する怪獣たちの中でもずば抜けて強いために、他の怪獣も滅多に近づかない。2つの口からダブル溶解液を吐く。体色は暗緑色。
ヒートドラクル
ギャソリ星の火山に生息する。常に何百度という炎の中で生活しているため、耐久力と攻撃力は他の同種とは比べ物にならないほど高い。2つの口から高熱火炎を吐く。体色は赤。
鉱物怪獣 クリスタス
ギャソリ星のクリスタル鉱脈から生まれた四足歩行の結晶型怪獣。3Dマップ（洞窟）、ゲームパッケージ右上に登場。体を構成する結晶はクリスタルミサイルとして発射することもできる。
ルビスタス
クリスタスが成長過程において特殊な物質を体内に吸収し変化した個体。太陽光線をレーザービームとして発射することができる。体色は赤。
スチルタス
クリスタスの成長方法に着目したギャソリ星の科学者により強化改造された怪獣。体を鉄にしたことで体当たり攻撃が強化された他、口から破壊光線を吐く能力が付与されている。体色は銀。
恐吐怪獣 ファイアブレス
ベンゼン星の砂漠地帯に生息する赤い怪獣。ティラノサウルスにヘラジカの角を付けたような姿。武器は両手の爪と口から吐く火炎弾。
ブリザブレス
ファイアブレス種は棲んでいる環境によって特徴が異なるのが特徴であり、凍土地帯に生息するブリザブレスは冷気攻撃が可能である。また、硬い氷を砕いて生きているため爪の威力が非常に高い。体色は青。
デストブレス
ファイアブレス、ブリザブレスと異なり生息地に自分の力の源となる要因がなかったため、自らの力だけによってパワーアップを遂げた個体。口から破壊光線を吐く。体色は橙。
甲殻怪獣 バブボムラー
ベンゼン星の海域の、陸地に近い場所に生息する赤いカニ型怪獣。水の中ではかなりの強さを誇るが、陸地に上がると力が落ちてしまう。武器は両手のハサミと口から吐く爆発性の泡。上記の通り、ダークラーのデザインベースとなった。
シーボムラー
ベンゼン星の深海に生息。青い体色は保護色として機能する。口から水流ブレスを吐く。
サンボムラー
他の水棲怪獣と共に、ベンゼン星の「死の海」に放流されたバブボムラーが生き延びたことで強化されたもの。口から溶解液を吐く。体色は緑。
飛翔怪獣 ガルーヴァ
ベンゼン星の火山地帯に生息する金色の鳥型怪獣。飛行能力はあまり高くなく、かろうじて飛べる程度に過ぎない。口から火炎弾を吐く。
ドグーヴァ
ベンゼン星の北極に生息している。飛行能力はガルーヴァと大差ないが、攻撃力はガルーヴァよりも高い。口から吹雪ブレスを吐く。体色は紫。
ダグーヴァ
ベンゼン星の成層圏に生息。ガルーヴァやドグーヴァと同種ではあるが、飛行能力には格段の違いがある。武器は口から吐く青い火炎。体色は青。
毒毒怪獣 マスターナ
ベンゼン星のジャングルに数多く生息する緑色の怪獣。両手から毒ガスを放つが、それよりもパンチを得意技とする変わった特徴を持つ。
ドスターナ
ベンゼン星ジャングルの奥深くに生息。マスターナ種の特性である毒ガスが毒液に進化している。体色は紫。
ガスターナ
ジャングルの奥に存在する底なし毒沼に生息している。沼の中で生きているため地上に出てくると動きが数倍良くなり、そのスピードはマスターナを凌駕する。武器は超音波攻撃。体色は青。
切り裂き怪獣 サノボドス
ベンゼン星の海域の、強力な渦潮が起こる場所に生息している水色の怪獣。水を自在に操ることができ、口から水流ブレスを吐く。
シノボドズ
台風の中で生きている怪獣。鎌鼬攻撃を得意とする。体色は白。
クノボドズ
一年中竜巻が発生している「風の谷」に生息する。武器は超音波攻撃。体色は赤。
電撃怪獣 ゲソジャック
ベンゼン星の海域に生息する白いイカ型怪獣。3対の触腕を持ち、それを自在に操って獲物を狩る。墨を吐いて視界を遮る攻撃も可能。
ゲソクィーン
ゲソジャックが7年以上生きて成長した個体。体色が紫に変わり、口から吐く墨も揮発性の高いものに変化している。
ゲソキングラー
ゲソクィーンがさらに12年以上生きて成長した個体。墨を吐かなくなり、電撃を自在に操れるようになる。体色は赤。
海棲怪獣 クザラジラ
ベンゼン星の海域に生息する青いクジラ型怪獣で、ベンゼン星の海域に生息する怪獣の中ではかなり大きい部類に入る。普段の性格はおとなしいはずだが、なぜか地球では極めて好戦的になってしまった。武器は噛みつき攻撃と口から吐く水流ブレス。
シザラジラ
ベンゼン星の南極に生息。南極で最強の怪獣として君臨しており、口から吐く吹雪ブレスはマイナス230℃もある。体色は白。
アザラジラ
強酸性のベンゼン内海に生息。口から吐く溶解液は鋼鉄をも1秒で溶かす。体色は赤。
海底怪獣 フジツボン
ベンゼン星の海域に生息するフジツボが、地球で放射能を浴びて怪獣へと変化した。武器は噛みつき攻撃と口から吐く毒ガス。体色は緑。
シンフジツボン
フジツボンをベンゼン星の科学者たちが改造強化した個体。毒ガスの代わりに強力な溶解液を吐く。体色は青紫。
ヤミフジツボン
ベンゼン星の研究所から逃げ出したシンフジツボンが、ヘドロの海で毒素を吸収してさらにパワーアップした。シンフジツボンでは白かった部分が青緑色に染まっている。フジツボンの溶解液の6倍の威力を持つ溶解液を吐いて攻撃する。
鉱石怪獣 ファイジュエル
ベンゼン星の鉱脈出身の赤い四足歩行型怪獣。自然に生息するものではなく、ベンゼン星人がある種の怪獣を成長期にルビー鉱脈の中で成長させたものである。武器は額と顎の角計4本を使った体当たりと口から吐く火炎弾。
カイジュエル
ファイジュエルと同様に、エメラルド鉱脈の中で成長させられた怪獣。攻撃力、防御力共にファイジュエルを上回る。体色は緑。
サイジュエル
高品質のクリスタル鉱脈の中で成長させられたことで、他の同種とは比べ物にならないほど高い性能を得た。口からクリスタルミサイルを発射する。体色は青。
地底怪獣 アルタスク
ベンゼン星の地底奥深くでコッテンポッペと同種の怪獣が別進化を遂げて劇的に変化した怪獣。武器は体当たりと全身の角から放つ破壊光線。
リャンタスク
アルタスクと同じ姿をしているが、硫黄の地底に生息しているため、電撃を発することができる。体色は紺。
ツータスク
マグマの煮えたぎる地底に生息。口から高熱火炎を吐き、2本の角による体当たりは10mの鉄板をも突き破る。体色は赤。
伝説獣 シーセイドラン
海の汚れが集まることで生まれた緑色の魚人型怪獣。両手の爪と頭の角、口から吐く破壊光線が武器で、海中を高速で移動できる。一般公募から採用された。
封印怪獣 ツヴァイホーン
牛に似た怪獣。昼寝好きで、時々地上に現れては昼寝をするが、寝ている時に手を出されると狂暴化して手が付けられなくなる。ゼアスの味方怪獣（アイテム）として登場。ゲームパッケージの右下部にも登場。
封印怪獣 モグモッグ
ベンゼン星の地底出身のモグラに似た怪獣。闘争心がなく、ゼアスと戦おうとしなかったためベンゼン星人に見限られ、始末させられそうなところをゼアスに助けられた。ゼアスの味方怪獣（アイテム）として登場。
封印怪獣 ガメロドン
ゼアスが故郷から連れてきたペット怪獣。ティラノサウルスの赤ん坊のような姿で体当たりが武器。ゼアスの味方怪獣（アイテム）として登場。一般公募から採用された。
封印怪獣 ダダダーゴン
ゼアスが故郷から連れてきたペット怪獣。頭に角が生えた緑色のヒヨコのような姿で体当たりが武器。ゼアスの味方怪獣（アイテム）として登場。一般公募から採用された。
空海帝王 ピラニア鳥
魚と鳥の中間生物で、その名の通り空と海に君臨している。ミニゲーム「飛べ! スカイフィッシュ」に登場。一般公募から採用された。
飛行怪獣 ネイルムサビラー
ムササビに似た怪獣。ミニゲーム「飛べ! スカイフィッシュ」に登場。一般公募から採用された。設定上は破壊光線が武器だが、使用する場面をゲーム中で見ることはできない。
どろんこ怪獣 ドロッパ
工事現場から出現。泥投げだけが武器の、いたずら好きでおちゃめな怪獣。妨害アイテムとして登場。一般公募から採用された。
エスパー怪獣 アン・スー
台湾出身の人型怪獣。左腕が刀になっており、超能力を操るが戦闘には参加しない。妨害アイテムとして登場。一般公募から採用された。
サボテン怪獣 サボトゲン
名前通りサボテンがモチーフ。自ら動くことはないが、近づくと全身のトゲで攻撃してくる。妨害アイテムとして登場。一般公募から採用された。
こいのぼり怪獣 ガブリンクル
名前通り鯉幟がモチーフ。空と海では動けるが、陸ではろくに動けない。武器は丸呑み攻撃。妨害アイテムとして登場。一般公募から採用された。
イナズマ怪獣 イナズマドラグーン
稲妻雲から出現。外見は西洋の竜を思わせる。全身のトゲと口から吐く炎が武器。光り物が好き。妨害アイテムとして登場。一般公募から採用された。
商人怪獣 アキンドン
ベンゼン星人の地球攻撃船にこっそり忍び込んで地球にやってきた怪獣。戦闘能力は無いが高い知能を持つ。
マス内キャラとして登場。関西弁で喋り、Mydo隊員たちに怪しい品を売りつける。

## 客演作品
『新世紀ウルトラマン伝説』
流用映像でコッテンポッペやウルトラマンシャドーとの戦いが紹介され、その後他のウルトラ戦士と共に天空魔と戦った。戦闘中ナイスと共に負傷するが、ウルトラの母のマザー光線で治療されている。
『新世紀2003ウルトラマン伝説 THE KING'S JUBILEE』
ウルトラマンキングの誕生日を他のウルトラ戦士と共に祝福する。息子でダンスヒーローのB-BOY・ゼアスJr.や同じくダンスヒーローのゼアス・ファンキーグループも登場した。
『ウルトラギャラクシーファイト 運命の衝突』
ウルトラマンナイスとウルトラマンボーイと共にウルトラコロセウムで特訓する。

## パロディ
『とんねるずのみなさんのおかげです』内で、第1作の公開終了前に「ウルトラマンゼアス・パロディ篇」を放送。パロディであるが円谷プロダクションの承諾を得たものとなっている。昭和仮面ライダーシリーズ第1期と『仮面ノリダー』に登場した立花藤兵衛とウルトラ兄弟がゲスト出演している。BGMは本家のものが使用された。

### 登場人物（パロディ）
- 朝日 勝人 / ウルトラマンゼアス（演：木梨憲武）
  - 極度の潔癖症であることは原典と同じだが、植物を愛し、ゼアスへの変身時に仮面ノリダーの変身ポーズをとるなど、かつての木梨猛を彷彿とさせる言動が多い。変身前、喫茶店アミーゴに行き、おやっさん（立花藤兵衛）から木梨と間違われた。
  - ゼアスとしての姿は原典と異なり、顔が出たものになっている。
- 悪神 亜久馬 / ベンゼン星人（演：石橋貴明）
  - ゼアスを倒す、強力な泥に強い怪獣を作るために豊満な女性を誘拐する。誘拐した女性にキャットファイトをさせ、泥まみれにして楽しむ。
- コッテンポッペ（演：石橋貴明）
  - こちらではベンゼン星人の戦闘形態という設定。オリジナルと違い光線は出さず、お姉ちゃん攻撃なる技を出す。
- ウルトラ兄弟（ウルトラマン、ウルトラセブン、ウルトラマンジャック、ウルトラマンA、ウルトラマンタロウ）
  - コッテンポッペに苦戦するゼアスが「こうなったら、にぃーさぁーん! せーんぱぁーい!!」と言うと、突然現れた。コッテンポッペを袋叩きにするが、とどめの光線を出すのに何度も失敗する。
- 大河内 神平（演：関口正晴）
- 星見 透（演：高岡由香）
  - 悪神にゼアス＝勝人に惚れていると指摘される。フルートを演奏する描写は無い。
- ノリ美（演：木梨憲武）
  - モデル。

## 映像ソフト化
- VHSは第1作が1997年1月1日、第2作が10月22日に発売。DVDはバンダイビジュアルより『ウルトラマンゼアス 1&2』として2004年8月27日発売。
- 2016年12月22日に両作品を収録したHDリマスター仕様のBlu-ray Discが発売[78]。

## 補足
- ゼアスの展示用スーツのうち1つは、後に『大怪獣バトル ウルトラ銀河伝説 THE MOVIE』で使用されたウルトラマンベリアル アーリースタイルのスーツに改造されている。
- ゼアスのスーツアクターは本来、福田亘が担当する予定だったが、スケジュールの都合がつかなくなり、体型の似ている長谷川が起用された[4]。また、『宇宙船』[要文献特定詳細情報]に載った最初の特写には「福田が演じる」との解説が記載されていた。